# كريستير جانسون
كريستير جانسون هو لاعب رماية سويدي، ولد في 1 أكتوبر 1946 في ستوكهولم في السويد.

## وصلات خارجية
- كريستير جانسون على موقع أوليمبيديا (الإنجليزية)
- كريستير جانسون على موقع اللجنة الأولمبية السويدية (السويدية)